# デイズ・オヴ・ディファイアンス
『デイズ・オヴ・ディファイアンス』（Days of Defiance）は、ギリシャのヘヴィメタル・バンド、ファイアーウインドが2010年に発表した6作目のスタジオ・アルバム。日本で先行発売された。

## 背景
本作のレコーディングは2009年の夏より始まり、レコーディング終了後、バンドの中心人物ガス・Gはオジー・オズボーンのアルバム『スクリーム』のレコーディングに入る。アルバムではマーク・クロスがドラムスを担当したが、その後クロスはバンドを脱退し、元メタリウムのマイケル・エーレが後任として加入した。デジパック仕様の限定盤や日本盤にボーナス・トラックとして収録されたジューダス・プリーストのカヴァー「ブレイキング・ザ・ロウ」ではエーレがドラムスを演奏し、CDブックレットにもエーレ加入後のラインナップの写真が掲載された。
2010年8月17日、「ワールド・オン・ファイア」が本作からの先行シングルとして配信された。

## 反響・評価
本作はギリシャや日本でチャート・インしており、アメリカではファイアーウインドのアルバムとしては初めてビルボードのトップ・ヒートシーカーズにランク・インして36位に達した。
音楽評論家のフィル・フリーマンはオールミュージックにおいて「以前の作品と抜本的な違いはない」としながらも「とてつもない才能と技術を伴い演奏された、密度が濃く楽しめるアルバム」と評している。

## 収録曲
特記なき楽曲はファイアーウインド作。「ザ・ディパーチャー」「SKG」「ハルシオン・デイズ」はインストゥルメンタル。
1. ジ・アーク・オヴ・ライズ "The Ark of Lies" – 4:44
2. ワールド・オン・ファイア "World on Fire" – 4:38
3. チャリオット "Chariot" – 4:38
4. インブレイス・ザ・サン "Embrace the Sun" – 4:05
5. ザ・ディパーチャー "The Departure" – 0:44
6. ヘディング・フォー・ザ・ドーン "Heading for the Dawn" – 4:00
7. ブロークン "Broken" – 3:24
8. コールド・アズ・アイス "Cold as Ice" – 4:34
9. キル・イン・ザ・ネーム・オヴ・ラヴ "Kill in the Name of Love" – 4:27
10. SKG "SKG" – 5:19
11. ルージング・フェイス "Losing Faith" – 4:11
12. ザ・ヤーンニング "The Yearning" – 4:53
13. ホエン・オール・イズ・セッド・アンド・ドーン "When All Is Said and Done" – 5:05

### 日本盤ボーナス・トラック
1. ハルシオン・デイズ "Halcyon Days" – 1:36
2. ブレイキング・ザ・ロウ "Breaking the Law" (K.K. Downing, Glenn Tipton, Rob Halford) – 2:39

### ヨーロッパ限定盤ボーナス・トラック
1. "Wild Rose"
2. "Ride to Rainbow's End"
3. "Breaking the Law" (K.K. Downing, G. Tipton, R. Halford)

## 参加ミュージシャン
- ガス・G - ギター
- アポロ・パパサナシオ - ボーカル
- ボブ・カティオニス - キーボード
- ペトロス・クリスト - ベース
- マーク・クロス - ドラムス
- マイケル・エーレ - ドラムス(on "Breaking the Law")

アディショナル・ミュージシャン
- Marcus Pålsson - バッキング・ボーカル